# Henry McMaster
Ne doit pas être confondu avec H. R. McMaster.
Henry McMaster, né le 27 mai 1947 à Columbia (Caroline du Sud), est un juriste et homme politique américain, membre du Parti républicain. Élu lieutenant-gouverneur de Caroline du Sud en 2014, il devient gouverneur de l'État le 24 janvier 2017, après la démission de Nikki Haley, nommée ambassadrice des États-Unis aux Nations unies. Lors de l'élection du 6 novembre 2018, il est élu pour un mandat complet.

## Biographie

### Carrière politique

#### Gouverneur de Caroline du Sud

##### Peine de mort
Le 14 mai 2021, il ratifie une loi (l'Act 43) offrant à la trentaine de condamnés du couloir de la mort de l'établissement pénitentiaire de Broad River (en) le choix entre la chaise électrique (comme méthode principale) et la fusillade (comme méthode secondaire) pour leur exécution si les produits nécessaires à la réalisation de l'injection létale venaient à manquer (ce qui est le cas dans l'État depuis 2013). Cette mesure vise expressément à restaurer l'application de la peine de mort en Caroline du Sud (l'État, n'ayant procédé à aucune exécution capitale depuis plus de dix ans, étant considéré comme abolitionniste de fait par Amnesty International) comme l'a précisé McMaster sur son compte twitter le 17 mai : « Ce week-end, j'ai ratifié une loi qui va permettre à l'État d'appliquer la peine de mort. Les familles et les proches des victimes sont en droit de faire leur deuil et d'obtenir justice grâce à la loi. Maintenant, nous pouvons le faire ». 

##### Avortement
Il ratifie en mai 2023 une loi interdisant l'avortement dans l’État à six semaines de grossesse. La décision aura d’importantes conséquences sur l’accès à l’avortement car, à ce stade, de nombreuses femmes ignorent encore qu’elles sont enceintes. En outre, la Caroline du Sud, entourée par plusieurs États ayant proscrit ou fortement restreint l'accès à l'avortement, était devenue un refuge pour les femmes souhaitant avorter. 